# Hans Groenendijk (regisseur)
Hans Groenendijk (Rotterdam, 23 oktober 1980) is een Nederlands regisseur en sportjournalist. 
Groenendijk begon zijn carrière als journalist bij het Leidsch Dagblad. In 2005 werd hij presentator van het programma RNN Sport bij de Rotterdamse televisiezender RNN7. Na zijn vertrek in 2007 richtte hij zich op een loopbaan als regisseur. 
Zijn korte film Geen Zin (Met Egbert-Jan Weeber en Mike Weerts) won in 2009 het 48 Hour Film Project in Utrecht en werd vertoond tijdens het jaarlijkse Filmfestival van Cannes. De documentaire Sayed, Soccer Talent (2010) werd wereldwijd vertoond in bioscopen en was te zien op internationale televisiezenders, waaronder Al Jazeera.
In 2012 werd Groenendijk freelance werkzaam voor het Algemeen Dagblad als voetbaljournalist. Ook bracht hij zijn eerste boek uit onder de titel Voetbalhumor (ISBN 9789079564781).  